# Неделя Каталонии
Велосипедная неделя Каталонии (кат. Setmana Catalana de Ciclisme) — шоссейная многодневная велогонка по дорогам испанского автономного сообщества Каталония, проходившая с 1963 по 2005 год, за исключением 1980 года.

## История
Первые пять выпусков гонки проводились под названием Challenge Drink, после чего с 1966 года она стала называться Setmana Catalana de Ciclisme.
До 1994 года гонка могла рассматриваться в качестве прелюдии Вуэльта Испании которая тогда проходила в апреле - мае, а также другим именитым весенним гонкам.
После реорганизации шоссейных соревнований в 2005 году гонка попала только в календарь UCI Europe Tour и получила высшую категорию 2.HC. Оказавшись вне UCI ProTour резко сократилось число участвующих команд.
В 2006 году запланированная гонка была отменена по финансовым причинам.
Организатором гонки выступала Ciclista Barcelona Sports, также организовавшая Восхождение на Монжуик.

## Призёры
| Год                 | Победитель           | Второй                          | Третий               |
| ------------------- | -------------------- | ------------------------------- | -------------------- |
| 1963                | Хосе Перес-Франсес   | Антонио Суареc                  | Фернандо Мансанек    |
| 1964                | Хосе Перес-Франсес   | Хосе Сегу                       | Эусебио Велес        |
| 1965                | Хосе Луис Таламильо  | Antonio Bertrán Panadés         | Грегорио Сан Мигель  |
| 1966                | Хосе Мануэль Лопес   | Антонио Гомес дель Мораль       | Хосе Мануэль Ласа    |
| 1967                | Доминго Перурена     | Хайме Аломар                    | Хосе Перес-Франсес   |
| 1968                | Мариано Диас         | Луис Педро Сантамарина          | Эусебио Велес        |
| 1969                | Луис Оканья          | Хосе Антонио Гонсалес Линарес   | Дино Зандегу         |
| 1970                | Итало Зильоли        | Раймон Пулидор                  | Луис Оканья          |
| 1971                | Раймон Пулидор       | Йёста Петтерссон                | Луис Оканья          |
| 1972                | Мигель Мария Ласа    | Раймон Пулидор                  | Хесус Мансанеке      |
| 1973                | Луис Оканья          | Эдди Меркс                      | Херман Ван Спрингел  |
| 1974                | Йоп Зутемелк         | Эдди Меркс                      | Жоаким Агостиньо     |
| 1975                | Эдди Меркс           | Луис Оканья                     | Йоп Зутемелк         |
| 1976                | Эдди Меркс           | Гонсало Аджа                    | Джузеппе Перлетто    |
| 1977                | Фредди Мартенс       | Жозеф Брюйер                    | Мишель Поллентье     |
| 1978                | Хосе Энрике Чима     | Мигель Мария Ласа               | Педро Вилардебо      |
| 1979                | Клод Крикельон       | Фаустино Руперес                | Фелипе Яньес         |
| 1980 не проводилась |                      |                                 |                      |
| 1981                | Свен-Аке Нильссон    | Висенте Бельда                  | Альберто Фернандес   |
| 1982                | Йостейн Вилман       | Тео де Рой                      | Томми Прим           |
| 1983                | Альберто Фернандес   | Фаустино Руперес                | Раймунд Дитцен       |
| 1984                | Фил Андерсон         | Раймунд Дитцен                  | Эдуардо Чосас        |
| 1985                | Хосе Ресио           | Фил Андерсон                    | Фелипе Яньес         |
| 1986                | Фелипе Яньес         | Жан-Клод Багот                  | Гвидо Винтерберг     |
| 1987                | Висенте Бельда       | Петер Нильс                     | Мигель Индурайн      |
| 1988                | Шон Келли            | Ансельмо Фуэрте                 | Иньяки Гастон        |
| 1989                | Раймунд Дитцен       | Педро Дельгадо                  | Pedro Saúl Morales   |
| 1990                | Иньяки Гастон        | Тони Ромингер                   | Рауль Алькала        |
| 1991                | Стивен Роуч          | Ансельмо Фуэрте                 | Хоаким Ллач Рамиса   |
| 1992                | Алекс Цулле          | Иньяки Гастон                   | Рауль Алькала        |
| 1993                | Педро Дельгадо       | Лауделино Кубино                | Лоран Дюфо           |
| 1994                | Стефано Делла Санта  | Лоран Дюфо                      | Эндрю Хэмпстен       |
| 1995                | Франческо Фраттини   | Алекс Цулле                     | Айтор Гармендия      |
| 1996                | Алекс Цулле          | Иньиго Куэста                   | Франческо Казагранде |
| 1997                | Хуан Карлос Домингес | Алекс Цулле                     | Вячеслав Екимов      |
| 1998                | Майкл Богерд         | Лоран Жалабер                   | Алекс Цулле          |
| 1999                | Лоран Жалабер        | Майкл Богерд                    | Владимир Белли       |
| 2000                | Лоран Жалабер        | Хавьер Паскуаль Родригес        | Джузеппе Ди Гранде   |
| 2001                | Майкл Богерд         | Данило Ди Лука                  | Мануэль Бельтран     |
| 2002                | Хуан Мигель Меркадо  | Джузеппе Гуерини                | Сергей Гончар        |
| 2003                | Дарио Фриго          | Хосеп Хуфре                     | Давид Латаса         |
| 2004                | Хоаким Родригес      | Мигель Анхель Мартин Пердигуэро | Хосеп Хуфре          |
| 2005                | Альберто Контадор    | Давид Бернабеу                  | Педро Арреджтунандиа |

## Рекорд побед

### По странам
| Побед | Страна                                      |
| ----- | ------------------------------------------- |
| 20    | Испания                                     |
| 4     | Бельгия · Италия                            |
| 3     | Франция · Нидерланды                        |
| 2     | Швейцария · Ирландия                        |
| 1     | Австралия · Германия · Норвегия · Швейцария |